# Casa del Mutilato (Lucca)

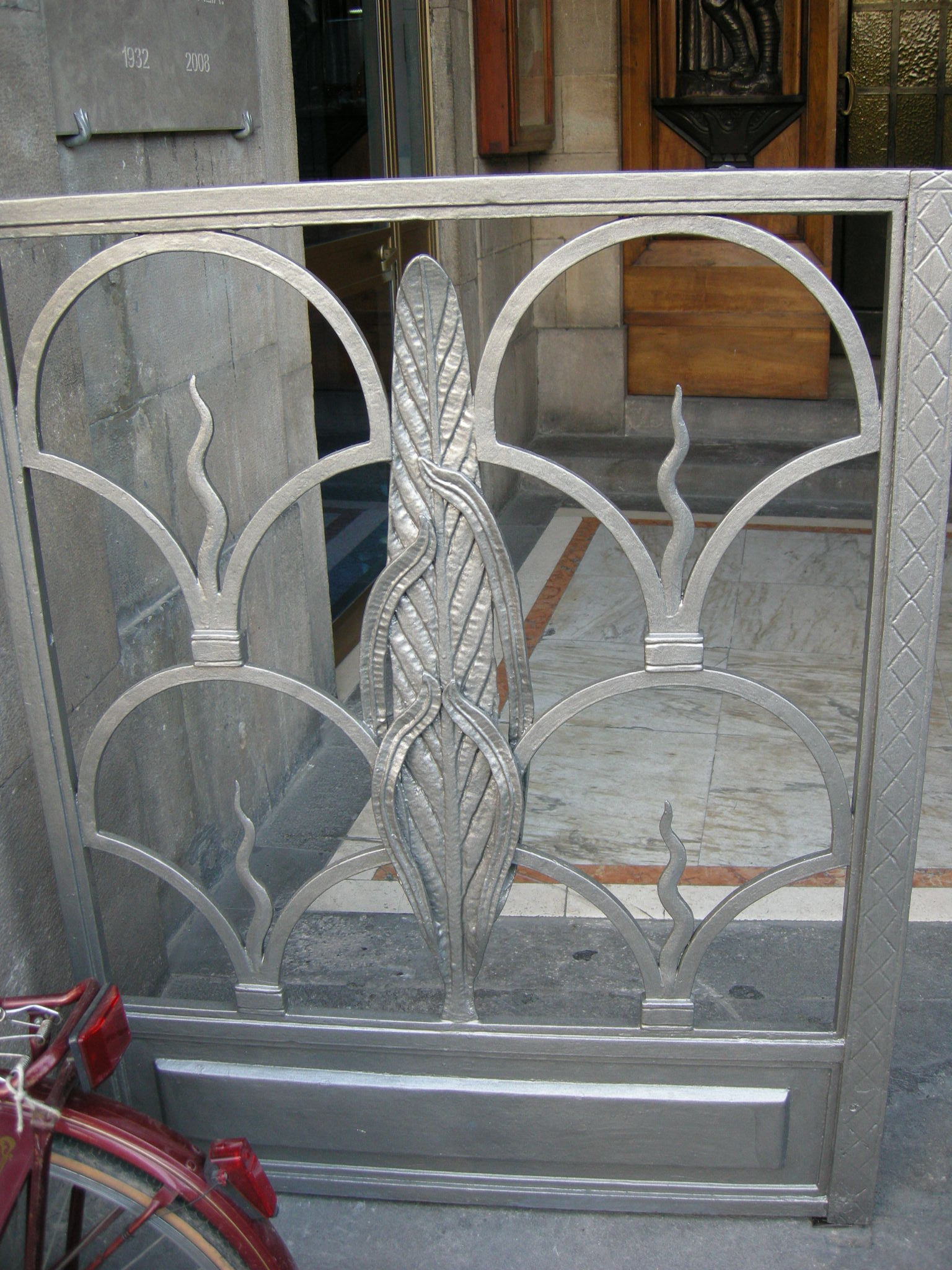
Cancellata

La Casa del Mutilato è un edificio situato in piazza San Michele in Foro 51 a Lucca.

## Storia
L'edificio è localizzato nel cuore del centro storico di Lucca e inserito all'interno dell'antico tracciato romano, tuttora leggibile, della prima cinta muraria e più precisamente in un'area occupata dal foro.

L'idea di intervenire in quest'area del centro storico risale al 1913. È di quell'anno infatti la relazione per "il piano di ampliamento della città di Lucca", redatta dall'ingegnere capo del comune, Domenico Benedetti, nella quale si legge:
L'occasione per intervenire si presenta in seguito quando la direzione centrale del Credito Italiano, intenzionato a ingrandire i locali della filiale di Lucca, dichiara di agevolare un progetto di sistemazione generale dell'intero isolato, firmato nel 1926 dall'ing. arch. Gaetano Orzali. Quest'ultimo propone la formazione di un "piano regolatore" nell'intento di coordinare i lavori dei privati con le esigenze del pubblico interesse e prevede la totale demolizione dell'isolato, escluso il rinascimentale Palazzo Pretorio, per far posto alla costruzione di una "galleria" che avrebbe messo in diretta comunicazione piazza S. Michele con piazza Napoleone.
Il progetto Orzali, che aveva comunque un suo stile individuale ben lontano dalla mera imitazione di esempi storici, non viene però realizzato e nel 1929 viene approvato un progetto a firma dell'architetto Italo Baccelli che prevede la demolizione di parte degli edifici prospicienti piazza S. Michele per la realizzazione della nuova sede della Associazione nazionale mutilati e invalidi di guerra, nata nel 1917. Il progetto Baccelli viene approvato dopo molte discussioni, nelle quali interviene anche la Soprintendenza toscana dell'arte medievale e moderna, contraria alla demolizione del vecchio fabbricato esistente di "notevole dignità figurativa", ma privo, secondo l'associazione, della monumentalità cara alla retorica dell'epoca.
Il permesso di costruzione pone in ogni caso le condizioni speciali "che vengano possibilmente variate le due finestre laterali del primo piano nel senso di sopprimere le lunette superiori, conformemente ad una prima soluzione prospettata dall'autore del progetto, nonché di apportarvi altre lievi modifiche che potrebbero essere concordate d'interesse con i membri artisti della Commissione".
Oltre alle modifiche previste in sede di assenso da parte della commissione edilizia, viene deciso, in sede di realizzazione, di modificare notevolmente il disegno del prospetto principale, del tetto e dell'impianto della scala che doveva essere a rampe rettilinee e semicircolari ma, per meglio inserirvi l'ascensore, vengono costruite a emiciclo perfetto.
L'edificio viene infine inaugurato il 27 novembre 1932.

## Descrizione

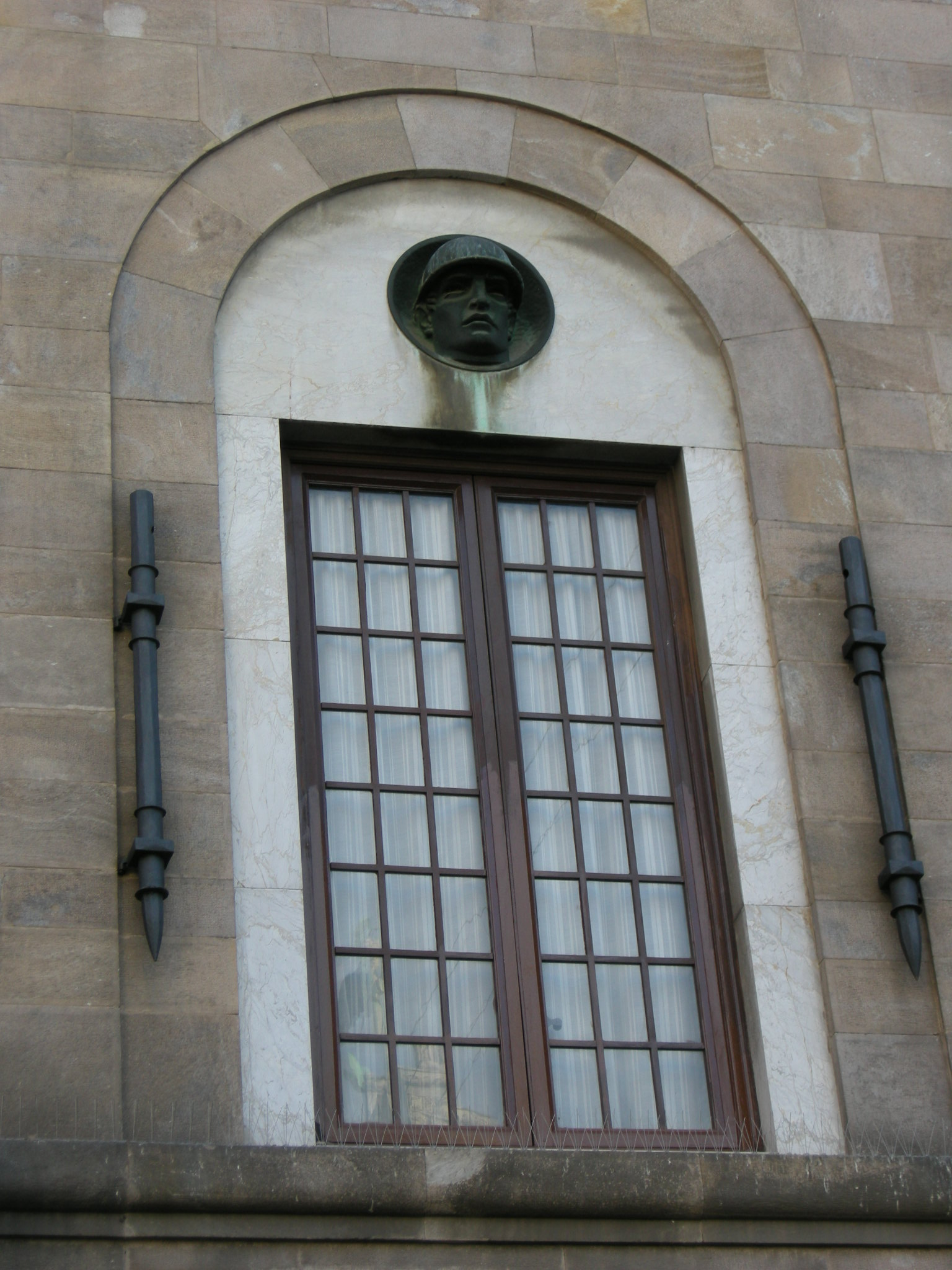
Finestra

Il palazzo si presenta come un edificio "neo-storicista", piuttosto eclettico nella composizione del prospetto principale che si affaccia su piazza San Michele. Infatti questo fronte, oltre a un asse di simmetria verticale, è leggibile attraverso l'ordine delle aperture che sembrano corrispondere a quattro composizioni diverse secondo uno schema paratattico: al piano terreno il vestibolo d'ingresso, caratterizzato da un arco bugnato a tutto sesto, non chiuso nella parte verso la piazza, presenta ai lati due aperture-vetrine per i due negozi; a livello del primo piano - sede vera e propria dell'Associazione - esiste un piccolo balcone, con portafinestra, centrale alle due finestre a forma di rettangoli allungati inserite entro fornici pieni con bronzi; al secondo piano le finestrature sono squadrate e molto ampie con finte colonne; al terzo e ultimo piano sono presenti tre piccole finestre quadrate e al posto del rivestimento in pietra, presente su tutto il prospetto, si trova intonaco civile tinteggiato di scuro.
Un'ampia gronda alla fiorentina, anomala per il centro storico di Lucca, conclude verso l'alto il prospetto principale. Anche il rivestimento in pietra bruna del prospetto, che il palazzo condivide con il confinante edificio del Credito Italiano, richiama esempi toscano-fiorentini totalmente estranei all'aspetto dei palazzi di Lucca. Gli altri due fronti liberi non presentano motivi d'interesse visto che danno su un vicolo molto stretto. Solamente sul fronte sud, in corrispondenza di ogni piano, la finestratura a bifora, con archetti a tutto sesto, presenta vetrate policrome databili all'epoca della costruzione dell'edificio. Le prime due presentano, a sinistra, uno scudo rosso con croce greca bianca e, a destra, tre gladi, immagine che costituisce lo stemma dell'Associazione. Le superiori hanno a sinistra un drago e a destra un San Sebastiano, mentre l'ultima bifora mostra sulla sinistra lo stemma di Lucca e sulla destra una pantera simbolo della città.
Per quanto riguarda la distribuzione, il piano terreno ha un vestibolo d'ingresso bipartito, chiuso verso la piazza con un cancelletto in ferro molto basso, mentre il portone d'ingresso, che riporta altorilievi in legno con figure di militari, è collocato a metà di questo corpo, consentendo gli ingressi indipendenti ai due negozi. Il vestibolo d'ingresso è pavimentato con marmi policromi e pietre con fasce a riquadro; il negozio sulla sinistra ha una pavimentazione recente in lastre di granito rosso a filo di 45°, quello sulla destra, sempre recente, in moquette. La scala, di impianto semicircolare, è in marmo con corrimano in legno e ringhiera in ferro.
Il primo piano presenta l'ampio e monumentale salone delle assemblee e un piccolo ambiente ad uso ufficio, con i servizi. Il salone ha una pavimentazione in marmette policrome e cornici, oltre a uno stemma centrale. Il soffitto è affrescato con immagini di combattimenti, opera del pittore Cordati. I mobili e gli arredi fissi sono tutti d'epoca: un quadro di Marchetti del 1925, le lampade da muro a forma di pagode rovesciate, i tavoli e le sedute e uno scrigno donato dalle famiglie lucchesi, opera dello scultore Lorenzetti, contenente la bandiera.
L'altezza di questo salone, di cinque metri, viene alleggerita mediante una cornice alta in marmo recante scritte, e uno zoccolo, sempre in marmo, che incornicia anche le due porte. Ai piani superiori, l'integrità degli elementi originali è stata solo in parte offesa dalla demolizione di pareti al secondo piano, pavimentato oggi con linoleum. Il livello immediatamente superiore, piano secondo, ha visto nel tempo la demolizione di alcuni tramezzi per poter realizzare una sala d'aspetto per i gabinetti medici qui esistenti. Al terzo piano esistono ancora i sette vani originari più il servizio.

## Fortuna critica
Tra le osservazioni critiche in merito alle realizzazioni fasciste in questa zona della città, appare emblematica quella espressa da Eugenio Luporini in un articolo apparso su "Critica d'Arte" nel 1959, nel quale afferma come 
In verità, come abbiamo visto sopra, l'idea di demolire l'isolato risaliva al 1913. Al fascismo va il demerito di averla in parte realizzata. In ogni caso, come nel limitrofo isolato di San Giusto, vengono demolite "case di civile abitazione di rango più che medio in ottimo stato di manutenzione". Va anche aggiunto che l'amministrazione comunale di Lucca, subito dopo la fine della seconda guerra mondiale, avrebbe voluto continuare ad abbattere le case verso Piazza Napoleone e solo la sollevazione di molti intellettuali arrestò il discutibile progetto.